# ABC World News
ABC World News Tonight (intitulé ABC World News Tonight with David Muir pour les éditions en semaine ou simplement ABC World News pour les éditions le week-end) est l'émission d'information principale de la chaîne American Broadcasting Company présenté par David Muir. Créé comme le journal d'information du soir de la chaîne en 1953, il a régulièrement changé de nom et de présentateur. Peter Jennings a présenté World News Tonight pendant 27 ans et reste le présentateur emblématique.

## Historique

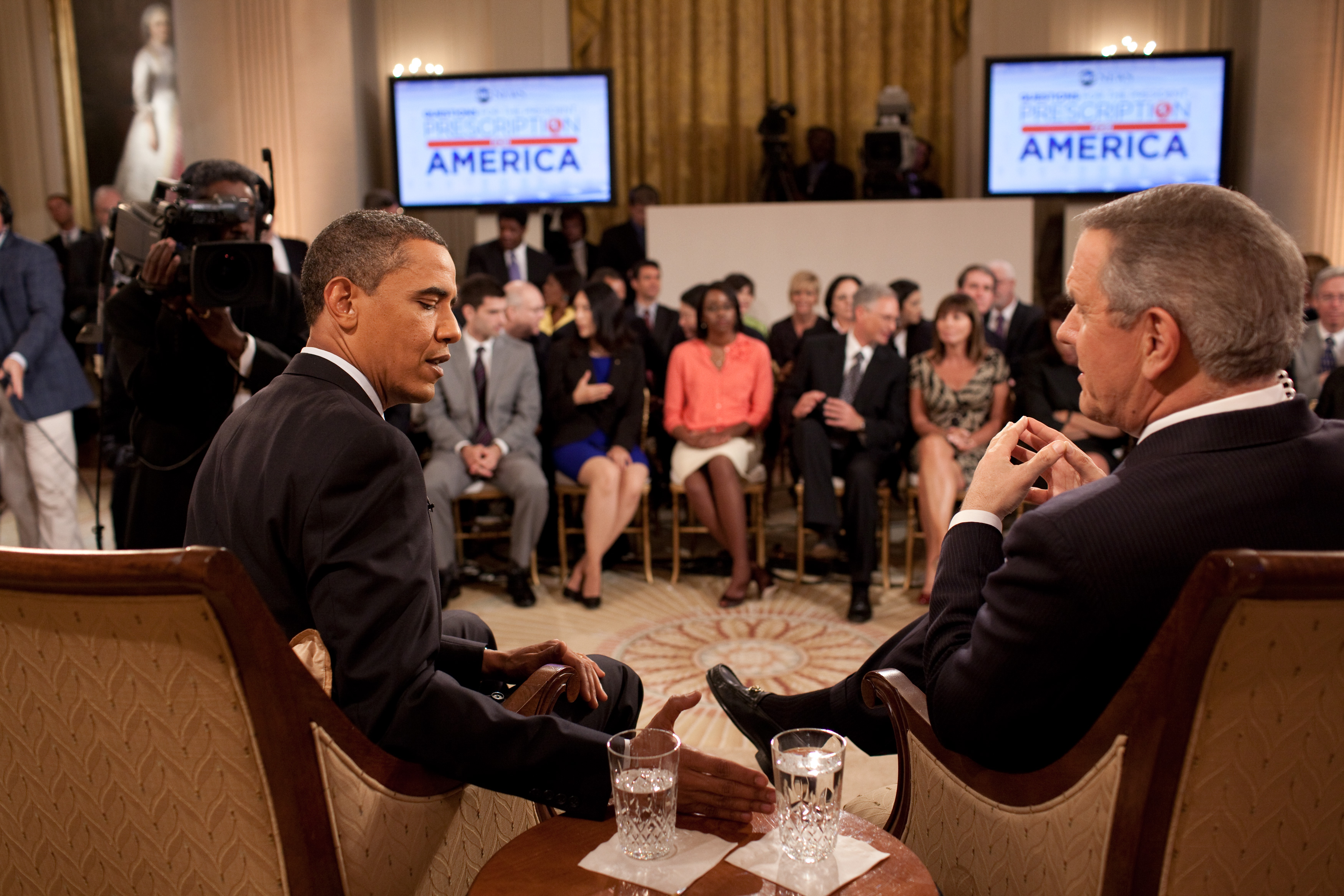
Le président des États-Unis Barack Obama avec Charles Gibson dans la salle Est de la Maison Blanche pour l'émission « Prescription for America » de la chaîne de télévision ABC sur les soins de santé, le 24 juin 2009.

### 1953-1978: Premières années
À l'automne 1953, ABC lance une émission d'information de 15 minutes présentée par John Charles Daly et intitulée John Charles Daly and the News. Daly est alors le présentateur du jeu télévisé What's My Line? sur CBS.
En 1960, Daly quitte le journal et plusieurs présentateurs se succèdent dont Alex Dreier, John Secondari, Fendall Winston Yerxa, Al Mann, Bill Shadel et John Cameron Swayze. En 1962, Ron Cochran est nommé présentateur permanent mais s'en va en 1964. En 1965, un jeune canadien de 26 ans, Peter Jennings devient présentateur et l'émission est renommée Peter Jennings with the News.
En 1967, l'émission passe de 15 à 30 minutes, mais cela fait déjà quatre ans que CBS et NBC proposent ce format allongé. De plus ABC utilise pour son journal télévisé la même politique de diffusion que pour les séries soit une demi-heure avant ses concurrents afin d'attirer les téléspectateurs soit de 18h EST/17h CST. Par manque d'expérience, Jennings est muté en 1967 à un poste de correspondant à l'international et remplacé à partir d'octobre 1967 par Bob Young tandis que l'émission prend le nom d'ABC News. Young est remplacé en mai 1968 par Frank Reynolds (en), qui est rejoint en mai 1969 par Howard K. Smith.
En 1970, Harry Reasoner alors présentateur de CBS News et 60 Minutes rejoint l'émission nommée ABC Evening News qu'il coprésente avec Howard K. Smith. En 1976, Smith devient un commentateur et Reynolds présente seul le journal jusqu'à ce que Barbara Walters le rejoigne, devenant la première présentatrice attitrée d'un journal. Mais le journal commence à perdre ses parts d'audience en partie à cause des relations entre Reasoner et Walters.

### 1978-1983: World News Tonight
En 1977, Roone Arledge président d'ABC Sports est nommé président d'ABC News et prend en charge la refonte des programmes d'informations. En juin 1978 il crée le magazine 20/20. Arledge met en place un nouveau journal nommé World News Tonight et basé sur le concept de Wide World of Sports avec trois présentateurs : Frank Reynolds à Washington, Max Robinson à Chicago et Peter Jennings à Londres. Robinson est alors le premier présentateur afro-américain. Ce nouveau concept permet à ABC de gagner des parts de marché et surpasse bientôt à la fois les journaux de NBC et CBS.
En 1981, Reasoner quitte ABC et retourne présenter CBS News et 60 Minutes tandis que Walters qui depuis 1979 participe à 20/20 en devient une chroniqueuse régulière à l'automne 1981. En 1982, ABC décide de changer sa politique de diffusion et de s'aligner sur ses concurrents en diffusant le journal à partir de 18h30 EST/17h30 CST mais conserve ses anciens horaires pour les éditions du week-end.

### 1983-2005: World News Tonight with Peter Jennings
En avril 1983 Frank Reynolds tombe malade et promet de revenir laissant Robinson et Jennings coprésenter le journal. Mais le 20 juillet 1983, Reynolds décède d'un cancer des os. Robinson laisse Jennings seul présentateur à partir du 9 août 1983 mais présente encore les émissions du week-end. Le 5 septembre 1983 l'émission s'installe à New York.
En septembre 1984, l'émission est renommée World News Tonight with Peter Jennings tandis que Robinson quitte ABC News. Il tombe malade et décède du SIDA en 1988.
Du 27 février 1989 au 1er novembre 1996, le journal présenté par Jennings reste en tête des parts d'audience devant CBS et NBC. Par la suite, le NBC Nightly News passe en première place (jusqu'en février 2007).
En avril 2005, Jennings annonce qu'il est atteint d'un cancer du poumon et doit s'arrêter. Il est remplacé par Elizabeth Vargas, coprésentatrice de 20/20 et Charles Gibson de Good Morning America. Jennings décède le 7 août 2005 et le lendemain le journal lui est entièrement consacré. 

### Depuis 2006: World News Tonight with…
En décembre 2005, ABC News annonce que Vargas et Bob Woodruff seront les coprésentateurs du journal à partir du 3 janvier 2006. Mais dès le 29 janvier, Woodruff et son cameraman Doug Vogt sont gravement blessés lors d'un reportage en Irak par une bombe visant le convoi militaire dont ils faisaient partie. Woodruff est gardé en coma artificiel pendant 36 jours, puis recouvre ses fonctions motrices à partir de mars mais sera transféré en Allemagne en juillet 2006. Pendant un mois ce sont les présentateurs de Good Morning America, Charles Gibson et Diane Sawyer qui assurent l'intérim avec Vargas. Entretemps Vargas a annoncé sa maternité et qu'elle accoucherait à la fin de l'été 2006.
En mai 2006, Woodruff et Vargas annoncent tous deux leurs départs définitifs de World News Tonight. Le 29 mai 2006, Gibson devient le seul présentateur du journal, rebaptisé World News with Charles Gibson le 19 juillet 2006. Après sa maternité, Vargas reprend la présentation de 20/20 et de quelques émissions spéciales tandis que Woodruff rétabli revient comme correspondant le 28 février 2007. C'est durant ce même mois de février que l'émission retrouve sa première place devant CBS, perdue en 2005.
Le 2 septembre 2009, ABC News annonce le départ de Gibson à compter du 18 décembre et que Diane Sawyer, qui assurait le plus régulièrement les remplacements de Gibson prendrait la place de présentatrice le 21 décembre 2009. De plus Mike Rowe prend la place de Bill Rice pour la voix off. Avec cette arrivée, un nouveau décor/plateau a été mis en place et modifié le 23 août 2010. George Stephanopoulos devient le remplaçant officiel de Sawyer, en plus d'être le présentateur de Good Morning America et le correspondant en chef pour la politique mais il est aussi aidé par David Muir présentateur de l'édition du samedi et Elizabeth Vargas de 20/20.

## Présentateurs
- 1953-1960 : John Charles Daly
- 1965-1967 : Peter Jennings
- 1967-1968 : Bob Young
- 1968-1970 : Frank Reynolds
- 1969-1976 : Howard K. Smith
- 1970-1978 : Harry Reasoner
- 1976-1978 : Barbara Walters
- 1978-1983 : Frank Reynolds
- 1978-1983 : Max Robinson
- 1978-2005 : Peter Jennings
- 2006 : Bob Woodruff
- 2006 : Elizabeth Vargas
- 2006-2009 : Charles Gibson
- 2009- 2014: Diane Sawyer
- 2014- : David Muir